# Cervesa trapista

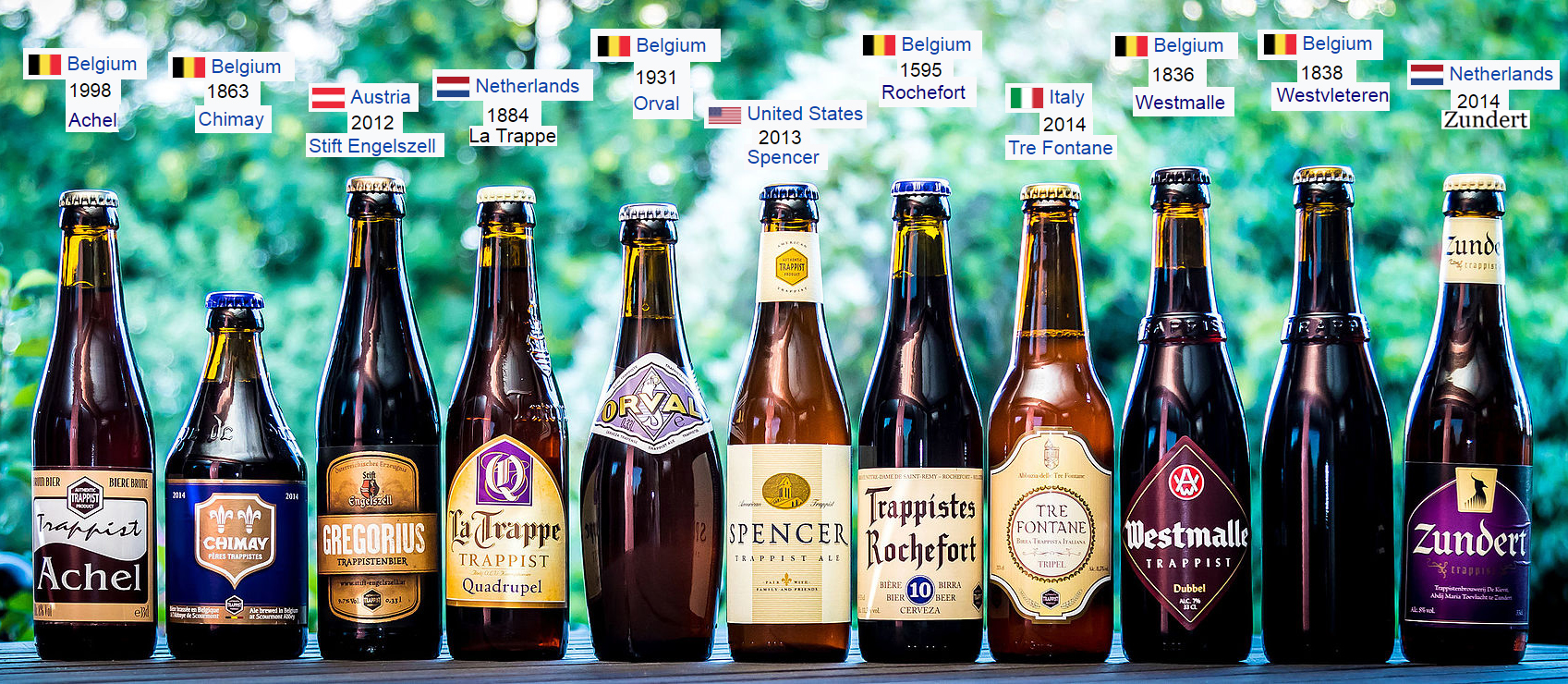
Cerveses trapistes: Achel, Chimay, Engelszell, La Trappe, Orval, Spencer, Rochefort, Tre Fontane, Westmalle, Westvleteren, i Zundert.

Les cerveses trapistes o trapenques són cerveses elaborades com les d'abadia, però reben aquesta denominació en ser elaborades en monestirs trapencs. De les deu existents, Bèlgica és la que en té més amb un total de sis, dos es troben als Països Baixos, una a Àustria i una als Estats Units.
Aquestes cerveses són generalment tèrboles, de d'alta fermentació i han de ser preparades respectant els criteris definits per l'Associació Internacional Trapenca si volen poder mostrar el logo «ATP» (Authentic Trappist Product), emès per aquesta associació privada.

## Història
L'orde Cistercenc de l'Estricta Observança té el seu origen en el monestir Cistercenc de La Trappe a França. Van existir diverses congregacions cistercenques durant molts anys, i cap al 1665 l'abat de La Trappe va sentir que els cistercencs estaven tornant-se molt liberals. Així que va introduir unes noves regles estrictes a l'abadia (incloent que únicament es pogués beure aigua) i va néixer l'Estricta Observació. Des d'aleshores, moltes de les seves normatives s'han relaxat.
Al, la cervesa va ser elaborada en monestirs francesos seguint l'Estricta Observació i més tard va ser introduïda pels monestirs belgues. Els Trapistes, com a moltes altres religiosos, elaboraven cervesa per poder sufragar la seva tasca. Molts dels monestirs productors van ser destruïts durant la Revolució Francesa i les guerres mundials. Entre ells, el Trapense va ser el més actiu: hi havia almenys sis productors trapencs a França, sis a Bèlgica, dos als Països Baixos, un a Alemanya, un a Àustria i possiblement també en altres països.
La creixent popularitat de les cerveses trapistes atreu a elaboradors sense escrúpols sense connexió amb l'orde, per etiquetar les seves cerveses com "Trapistes".

## Tipus de cerveses trapistes segons color

### Blonde
Cervesa d'alta fermentació, d'un color daurat, elaborada amb malt d'ordi.

### Brune
Cervesa d'alta fermentació, d'un color caoba, elaborada amb una malt d'ordi més torrada que la Blonde.

### Blanche
Cervesa d'alta fermentació, d'un color pàl·lid, elaborada amb malt d'ordi i una part blat natural i de malt de blat.

## Les 11 cerveseries trapenques
| Fabricant                                           | Lloc                                               | Any de fundació | Producció anual (2014) | Nom comercial | Varietats |
| --------------------------------------------------- | -------------------------------------------------- | --------------- | ---------------------- | ------------- | --- |
| Bières de Chimay                                    | Chimay, Comunitat Francesa de Bèlgica              | 1863            | 180000 hl (2015)       | Chimay        | Ambrée 7%, Tripel 8%, Brune 9%, Dorée 4,8%                                                                    |
| Brasserie d'Orval                                   | Villers-devant-Orval Comunitat Francesa de Bèlgica | 1931            | 71000 hl (2005)        | Orval         | Doubel 6,2%                                                                                                   |
| Brasserie de Rochefort                              | Rochefort, Comunitat Francesa de Bèlgica           | 1899            | 18000 hl (2005)        | Rochefort     | 6 Brune 7,5%, 8 Brune 9,2%, 10 Brune 11,3%                                                                    |
| Brouwerij der Trappisten van Westmalle              | Malle, Regió Flamenca                              | 1836            | 120000 hl (2005)       | Westmalle     | Doubel Brune 7%, Tripel Blonde Dorée 9,5%                                                                     |
| Brouwerij Westvleteren                              | Vleteren, Regió Flamenca                           | 1838            | 4750 hl (2005)         | Westvleteren  | Blonde 5,8%, Ambrée 8%, Brune 10,2%.                                                                          |
| Brouwerij der Sint-Benedictusabdij de Achelse Kluis | Hamont-Achel, Regió Flamenca                       | 1998            | 4500 hl (2005)         | Achel         | Blonde 5%, Brune 5%, Tripel 8%, Blonde 8%, Brune 9%                                                           |
| Brouwerij de Koningshoeven                          | Tilburg, Brabant del Nord                          | 1884            | 145000 hl (2003)       | La Trappe     | Blonde 6,5%, Doubel 7%, Tripel 8%, Quadrupel 10%, Brune, Blanche 5,5%, Bock 7,3%, Ambrée 7,5%, Ecològica 4,7% |
| Stift Engelszell                                    | Engelhartszell an der Donau, Alta Àustria          | 2012            | 2000 hl (2016)         | Engelszell    | Doubel 6,9%, Tripel 9,7%                                                                                      |
| St. Joseph’s Abbey                                  | Spencer, Massachusetts                             | 2013            | 4694 hl (2014)         | Spencer       | Ale 6,5% |
| Abdij Maria Toevlucht                               | Zundert, Brabant del Nord                          | 1899            | 5000 hl (2013)         | Zundert       | Brasée 8% |
| Abadia de Tre Fontane                               | Roma                                               | 2014            | 2000 hl (2015)         | Tre Fontane   | Tre Fontane (8,5 % vol. alc.)                                                                                 |